# Ciecierad
Ciecierad, Ciecirad, Cieciered, Cieciurad, Ciećrad – staropolskie imię męskie złożone z członów Ciecie- („ciotka”) i -rad („być zadowolonym, chętnym, cieszyć się”). Mogło zatem oznaczać „ten, który jest życzliwie nastawiony do cioci".
Żeński odpowiednik: Ciecirada.